# Copa dos Campeões do Espírito Santo de 2015
A Copa dos Campeões do Espírito Santo de 2015, também denominada  Copa dos Campeões Capixabas de 2015, seria a terceira edição do torneio estadual realizado anualmente pela Federação de Futebol do Estado do Espírito Santo (FES).
A edição de 2015 teria a participação do Estrela do Norte, campeão do Campeonato Capixaba  de 2014 e do Real Noroeste, campeão da Copa Espírito Santo de 2014.

## História
O jogo da Copa dos Campeões do Espírito Santo, que estava marcada para o dia 26 de janeiro de 2015, foi cancelado. A decisão foi tomada pelos dois clubes que deveriam disputar a copa. De acordo com Adilson Conti, presidente do Estrela do Norte, a decisão foi em comum acordo, em uma reunião realizada na Federação de Futebol, devido a proximidade do início do Campeonato Capixaba de 2015. Confirmando a versão do dirigente estrelense, o gerente de futebol do Real Noroeste, Binha Portelo, explicou que a final poderia acontecer em um possível duelo das equipes no Campeonato Capixaba.
O jogo escolhido para a decisão foi a partida válida pela sétima rodada do Hexagonal Semifinal do Campeonato Capixaba em 18 de abril de 2015 no Estádio Sumaré em Cachoeiro de Itapemirim. Porém, a decisão da Copa dos Campeões foi suspensa durante o jogo e oficialmente nenhuma equipe saiu com o título. O árbitro da partida, Geanderson Godoy, disse que não foi comunicado pelo Departamento de Arbitragem ou Departamento Técnico e nem pela Presidência da Federação. O jogo foi vencido pelo Estrela do Norte por 2 a 0, gols de Ferrugem e Paulo Matos.